# Byahornet

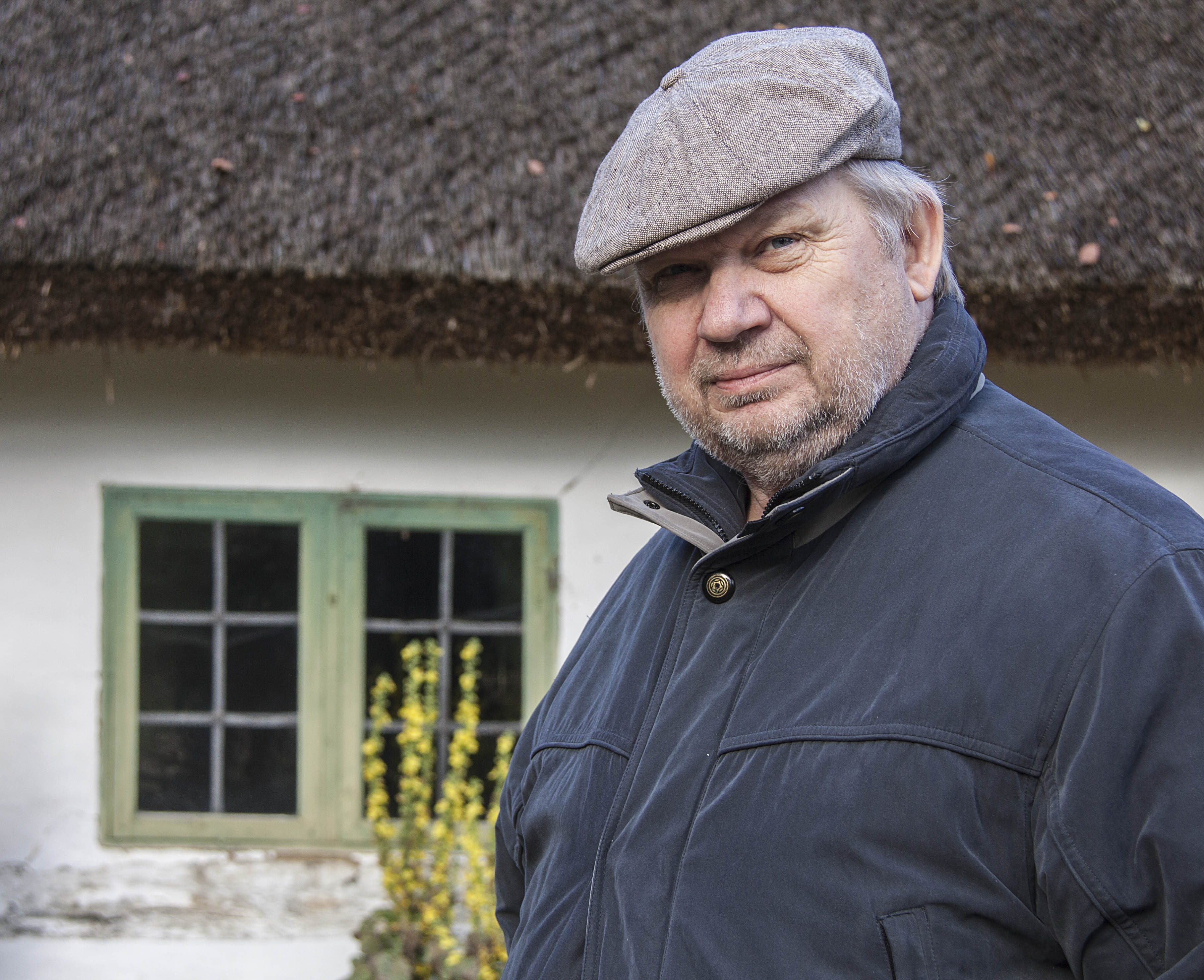
Bertil Wilhelmsson, redaktör för Byahornet. Foto: Ida Sylsjö

Byahornet är en kulturhistorisk tidskrift för Skåne. Den startades 1942 av Moje Biarner. Tidskriften är opolitisk och innehåller artiklar om skånsk historia och folkminnen. Tidskriften blev 2010 belönad med Skånska Akademiens diplom för sina insatser inom skånsk kultur. Redaktör är Bertil Wilhelmsson.